# Lago Rweru
O lago Rweru (em francês:  Lac Rweru) é um lago no norte do Burundi (Província de Kirundo), e sul do Ruanda (Província Oriental), na África Central, perto da Tanzânia.
O lago tem 18 km na direção norte-sul, e largura de 14,5 km de leste a oeste.